# Stanisław Próchnicki
Stanisław Marian Próchnicki (ur. 15 listopada 1893 w Strzemieszycach Wielkich, zm. 23 sierpnia 1933 w Warszawie) – major dyplomowany kawalerii Wojska Polskiego, kawaler Orderu Virtuti Militari.

## Życiorys
Urodził się 15 listopada 1893 w Strzemieszycach Wielkich w rodzinie Stanisława (zm. 1926) i Ludwiki z Kwaskowskich (zm. 1953). W 1910 zdał maturę w Gimnazjum Realnym w Tarnowie i podjął studia (1911–1913) na Akademii Eksportowej w Wiedniu. W 1915, jako obywatel Królestwa Polskiego wcielony do armii rosyjskiej i skierowany do Szkoły Oficerskiej w Irkucku . Awansowany na podporucznika (22 VII 1916) służył w 39 pułku strzelców syberyjskich, następnie od 13 grudnia 1916 w 70 pułku piechoty. Od 5 października 1917 w sztabie 2 Dywizji Korpusu Polskiego w Rosji.
Od 28 listopada 1918 w odrodzonym Wojsku Polskim jako adiutant sztabu w dowództwie wojsk polskich na Syberii. Od 31 stycznia 1919 p.o. szefa sztabu 5 Dywizji Syberyjskiej. 10 stycznia 1919 pod Klukwienną wzięty do niewoli bolszewickiej po kapitulacji dywizji. Osadzony w Krasnojarsku skąd 20 kwietnia 1919 uciekł i przedostał się do Warszawy. Tam przydzielony do komisji likwidacyjnej 5 Dywizji. Wraz z brygadą syberyjską piechoty brał udział w wojnie polsko-bolszewickiej. Za postawę i inicjatywę w walkach nad Wkrą 14 sierpnia 1920 odznaczony Orderem Virtuti Militari.
Po zakończeniu wojny jako żołnierz w min. 9 Dywizji Piechoty (15 IX 1920 – 7 I 1921), Brygada Syberyjska (8 I 1921 – 6 III 1921). 1 czerwca 1921 roku pełnił służbę w Oddziale I Naczelnego Dowództwa Wojska Polskiego, a jego oddziałem macierzystym był wówczas 25 pułk Ułanów Wielkopolskich. 3 maja 1922 zweryfikowany w stopniu rotmistrza ze starszeństwem z dniem 1 czerwca 1919 i 259. lokatą w korpusie oficerów jazdy (od 1924 – korpus oficerów kawalerii). Od 7 marca 1921 do 30 czerwca 1923 w oddziale IV Naczelnego Dowództwa. Od 1 lipca 1923 honorowy attaché wojskowy przy Poselstwie Polskim w Moskwie. 17 sierpnia 1924 został powołany do służby czynnej z równoczesnym odkomenderowaniem na roczny kurs doszkolenia w Wyższej Szkole Wojennej 1924/1925 z dniem 1 listopada 1924 roku. 23 października 1924 został przesunięty na dwuletni Kurs Normalny 1924–1926. Będąc słuchaczem Wyższej Szkoły Wojennej (1 XI 1924 – 28 IV 1926) pozostawał oficerem nadetatowym 25 pułku Ułanów Wielkopolskich w Prużanie. Z dniem 11 października 1926 po ukończeniu kursu i otrzymaniu dyplomu naukowego oficera sztabu Generalnego, został przeniesiony do kadry oficerów kawalerii i przydzielony do Gabinetu Ministra Spraw Wojskowych na stanowisko kierownika referatu II. 18 lutego 1928 awansował na majora ze starszeństwem z dniem 1 stycznia 1928 i 27. lokatą w korpusie oficerów kawalerii.
Z dniem 24 lutego 1931 został zwolniony z zajmowanego stanowiska w Gabinecie Ministra Spraw Wojskowych z równoczesnym oddaniem do dyspozycji Ministra Spraw Zagranicznych, gdzie zajął stanowisko naczelnika wydziału na okres 3 miesięcy. 21 maja 1931 przedłużono mu okres pozostawania w dyspozycji MSZ o kolejne trzy miesiące. 21 sierpnia 1931 po raz drugi przedłużono mu okres pozostawania w dyspozycji o dalsze trzy miesiące. 31 marca 1932 przeniesiony do rezerwy. Z dniem 31 marca 1932 został przeniesiony z dyspozycji MSZ do rezerwy z równoczesnym przeniesieniem w rezerwie do 7 pułku Ułanów Lubelskich w Mińsku Mazowieckim. W Departamencie Administracyjnym Ministerstwa Spraw Zagranicznych pełnił stanowisko kierownika wydziału oraz naczelnika Wydziału Gospodarczego (A. III).
24 sierpnia 1933 „Nowiny Codzienne” podały, że „wczoraj o godzinie 16 min. 30 w gmachu ministerstwa spraw zagranicznych wystrzałem z rewolweru pozbawił się życia naczelnik wydziału kpt. (sic!) Stanisław Próchnicki. Strzał w skroń okazał się śmiertelny. Gdy do pokoju nadbiegli woźni, Próchnicki dawał już tylko słabe oznaki życia. Denat pozostawił list, z którego wynika, że powodem tragicznego strzału były przeżycia natury osobistej. Ostatnio Próchnicki wykazywał silny rozstrój nerwowy. Zmarły liczył lat 35. Niedawno przeszedł do MSZ ze służby wojskowej”.
Profesor Paweł Wieczorkiewicz sugeruje, że przed oddaniem śmiertelnego strzału do siebie były major usłyszał oskarżenie o szpiegostwo na rzecz Związku Radzieckiego. Oficerowie kontrwywiadu mieli przedstawić mu dowody zwerbowania na służbę wrogiego mocarstwa – ponoć nastąpiło to w czasie, gdy sprawował misję attaché wojskowego w Moskwie  → zobacz Ludwik Lepiarz.
Pułkownik Marian Romeyko wspominając swoją służbę w Oddziale II Sztabu Generalnego napisał: „kierownikiem placówki moskiewskiej był rtm. Stanisław Próchnicki. Przeniesiony już w stopniu majora do MSZ i zamieszany w jakąś aferę, popełnił później przymusowe samobójstwo w gmachu MSZ. Moralnym tego sprawcą był ponoć dyrektor departamentu MSZ, Drymmer”.
Stanisław Próchnicki został pochowany na cmentarzu Powązkowskim w Warszawie (kwatera 186-3-20). Był żonaty z Janiną (zm. 1969 w wieku 73 lat).

## Ordery i odznaczenia
- Krzyż Srebrny Orderu Wojskowego Virtuti Militari nr 4510[25][1]
- Krzyż Niepodległości (2 sierpnia 1931)[26][27]
- Krzyż Walecznych (czterokrotnie)
- Srebrny Krzyż Zasługi (3 sierpnia 1928)[28][25]
- Medal Pamiątkowy za Wojnę 1918–1921[25]
- Medal Dziesięciolecia Odzyskanej Niepodległości[25]

- Wielka Wstęga Orderu Gwiazdy (Afganistan)[25]
- Krzyż Wielki Orderu Zasługi (Węgry, 1931)[29][25]
- Wielki Oficer Orderu Świętego Sawy (Jugosławia)[25]
- Wielki Oficer Orderu Leopolda (Belgia)[25]
- Wielki Oficer Orderu Chrystusa (Portugalia)[25]
- Oficer Orderu Gwiazdy Rumunii (Rumunia, 1929)[30][25]
- Oficer Orderu Orła Białego (Jugosławia, 1929)[31][25]
- Oficer Orderu Danebroga (Dania)[32]
- Kawaler Orderu Danebroga (Dania, 1931)[25]
- Kawaler Orderu Legii Honorowej (Francja, 1931)[29][25]
- Medal Pamiątkowy Wielkiej Wojny (Francja)[25]
- Medal Zwycięstwa (Médaille Interalliée)[25]